# 성 선택

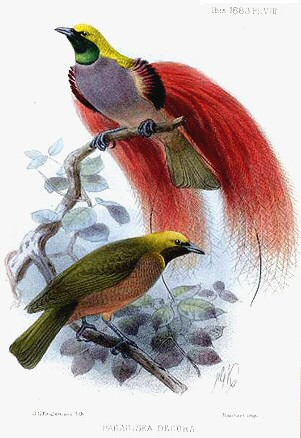
극락조

성선택 이론은 1859년에 찰스 다윈이 그의 책 <종의 기원>에서 제시한 개념으로 역시 그가 제시한 자연선택 이론의 중요한 요소이다. 그의 성 선택 이론의 예시로는 공작의 꽁지깃, 극락조들, 숫사슴의 뿔 그리고 사자의 갈기 등이 있다. 다윈은 1871년에 그의 책 <인간의 유래와 성선택>에서 성선택 이론을 확장한다. 900여 페이지에 달하는 이 책은 약 70페이지에 걸쳐 인간 진화에 대한 성선택을 다루고 약 500페이지에 걸쳐 다른 동물들의 성선택을 다룬다.

## 개념

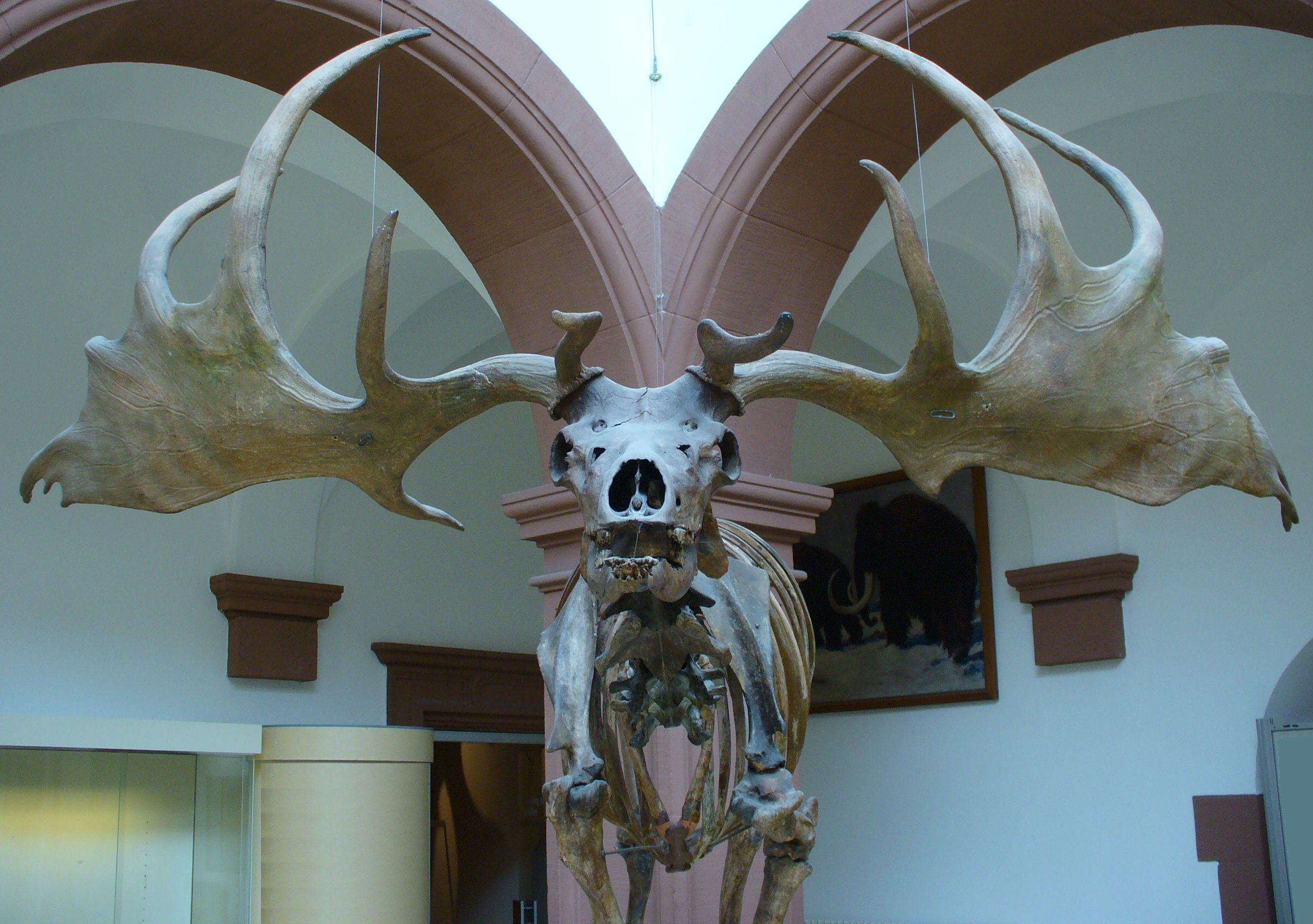
멸종한 아이리시 엘크

성 선택 이론은 동물들이 개체가 생존하는 데에는 불필요해 보이는 많은 특징들을 발달 시킨 것은 생존이 아닌 번식을 위해서라는 이론이다. 성 선택의 매커니즘은 크게 성간선택과 성내선택 두 가지로 나뉜다.
- 성내선택: 수컷경쟁이라고도 불리며 다른 경쟁자들을 제거하기 위해 수컷들끼리 싸움을 벌이는 현상

- 성간선택: 수컷이 암컷에게 구애하기 위해 신체적 특징들을 발달시키는 현상

따라서 성선택은 크게 두 종류의 매커니즘에 의해 작동된다. 성내선택, 즉 짝짓기를 위해 동성끼리 벌이는 경쟁과, 성간선택, 즉 보다 결정권을 가진 성에게 구애하기 위해 벌이는 경쟁이다. 결정권을 가진 성이란 양육에 있어 보다 많은 투자를 하는 성으로 성선택에 있어 보다 신중한 선택을 요구받는다. 성간선택의 매커니즘이 작동하기 위해서는 하나의 성이 다른 성에게 선택 받기 위한 특징을 발달시켜야한다. 반면 성내선택은 수컷들끼리 암컷을 차지하기 위해 경쟁하는 방향으로 이루어진다.
성선택은 때로는 어처구니없는 특징들을 발달시켜 종의 멸종으로까지 야기하기도 한다. 엄청나게 거대한 뿔을 가진 아이리시 엘크는 그 뿔로 인해 플라이스토세의 유럽에서 멸종되었다. 하지만 성선택은 종간 분화를 유도하여 다른 종이 진화하게끔 유도함으로써 생존에 유리한 방향으로 작용할 수도 있다.
양성 모두 번식에서 성공을 목표로 삼지만 두 성에게는 각각 다른 유인들이 존재한다. 수컷들은 가임기의 암컷들에게 독점적인 접근을 꾀할 궁리를 하는 반면 암컷들은 그들이 번식에서 투자하는 에너지에 상응하는 보상을 극대화시키기를 원한다. 그 보상이란 건강하고 환경에 적합한 자손을 낳아 성공적으로 생존하고 번식하는 것이다. 번식 횟수의 제한 때문에 암컷들은 보다 까다로워지게 된다. 때문에 그들은 생존과 번식에 적합한 수컷은 물론, 자신과 자신의 2세들에게 충분한 자원을 공급해줄 수 있는 수컷을 선호한다. 암컷과 수컷이 자식을 기르는 데에 들이는 투자는 상이하며 암컷의 투자가 훨씬 크기 때문이다.

## 이론의 역사

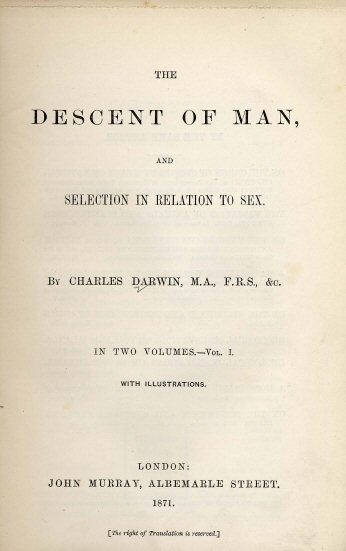
인간의 유래와 성선택

1859년, 찰스 다윈은 <종의 기원>을 발간하며 '자연선택'을 세상에 소개하였다. 인간이 침팬지와 유사한 영장류 조상으로부터 진화했다는 결론에 이르게 되는 그의 '자연선택론'은 당시 유럽사회에 커다란 파장을 일으켰다. 그가 제시한 '자연선택론'은 당시 유럽 사회의 세계관과 윤리관을 송두리째 뒤엎는 것이었기 때문이다. 종교계에서는 찰스 다윈의 이론을 성을 모독하는 이론이라며 배척하였다. 하지만 '자연선택론'은 당대 많은 사람들의 이해의 지평을 넓혔다.
그러나 다윈은 1871년, 즉 <종의 기원>이 발간된 지 12년 후에 <인간의 유래와 성선택>이라는 책을 발간하며 유럽사회에 더 큰 파장을 몰고 왔다. 다윈이 그 전에 제시했던 자연선택론은 동물들 중 어떠한 개체들은 살아남아서 자신의 유전자를 대물림하고, 또 어떤 개체는 그럴 기회를 갖지 못하고 죽는지에 대하여 설득력 있는 설명을 제공하였다. 다윈은 많은 조류의 암컷들이 알을 품고 있는 동안 포식동물의 눈에 띄지 않도록 우중충한 색을 갖게 된 것, 그리고 가젤의 몸이 천적보다 빨리 달릴 수 있도록 발달한 것 등을 모두 '자연선택'의 결과로서 제시한다.
그러나 공작 수컷의 화려한 깃털이나 엘크 수컷의 무겁고 거대한 뿔과 같이 자연선택이 설명해 주지 못하는 특성들도 있다.
다윈은 이같은 자신의 기존 이론인 '자연선택론'으로 설명할 수 없는 현상들에 대하여 의문을 제기하였다. 여기서 다윈은 진화에 종 내에서의 번식경쟁을 끌어들이며 '성선택 이론'이라는 새로운 개념을 도입하였다. 공작새의 꼬리나 엘크의 거대한 뿔은 성선택 과정에서 생긴 자연스러운 결과라는 것이다. 번식경쟁에 의해 큰 영향을 받는 성선택이야말로 진화가 성립되기 위한 필수 요건의 하나라는 설명이다.
그런데 <종의 기원>이 출간과 동시에 엄청난 반향을 불러일으키며 학계의 관심을 끈것과 달리 성선택 이론은 오랜 기간의 학계의 냉대끝에 1960-1970년대에 이르러서야 본격적으로 연구되기 시작하였다. 이는 당시에 팽배하던 남성 우월적인 분위기에 암컷에 의한 선택을 주장하는 성선택이론이 묻혔다는 견해도 있다. 현재 성선택이론은 동물행동학과 진화생물학 분야에 있어 핵심적인 이론으로 평가받는다.

## 성적이형성

### 성적이형성의 발현
자연선택에 의하면 성이 존재한다는 것 자체가 이점이 있는 것처럼 보인다. 만일 성으로 인한 거대한 이점이 없다면 성은 애초에 존재하지 않았을 것이거나 진화의 과정에서 도태되었을 것이기 때문이다. 여기서 성선택이론이 시사하는 바는 적자생존의 논리로는 유성생식이 무성생식에 비해 우위를 점하게 된 것을 설명 할 수 없다는 것이다. 왜냐하면 유성생식의 경우 개체의 유전자의 절반만이 자식에게 전달되기 때문이다. 이는 유전자에게는 재앙과도 같은 일이다. 무성생식에 비하여 생식 자체를 하는 행위에 엄청난 수고가 드는 것은 물론, 적합한 파트너를 찾지 못한 경우 생식 자체를 할 수 없게 되는 위험에 놓이기 때문이다. 하지만 이러한 불리한 점에도 불구하고 유성생식이 존재한다는 것은 분명 유성생식이 번식에 있어 갖는 어떠한 이점 때문일 것이다.
아래에 제시된 이론들은 사뭇 이익보다 비용이 더 큰 듯 보이는 유성생식이 왜 여지까지 존재하게 되었느냐에 관한 가장 대표적인 4가지 이론들이다.

### 성적 이형성의 메커니즘

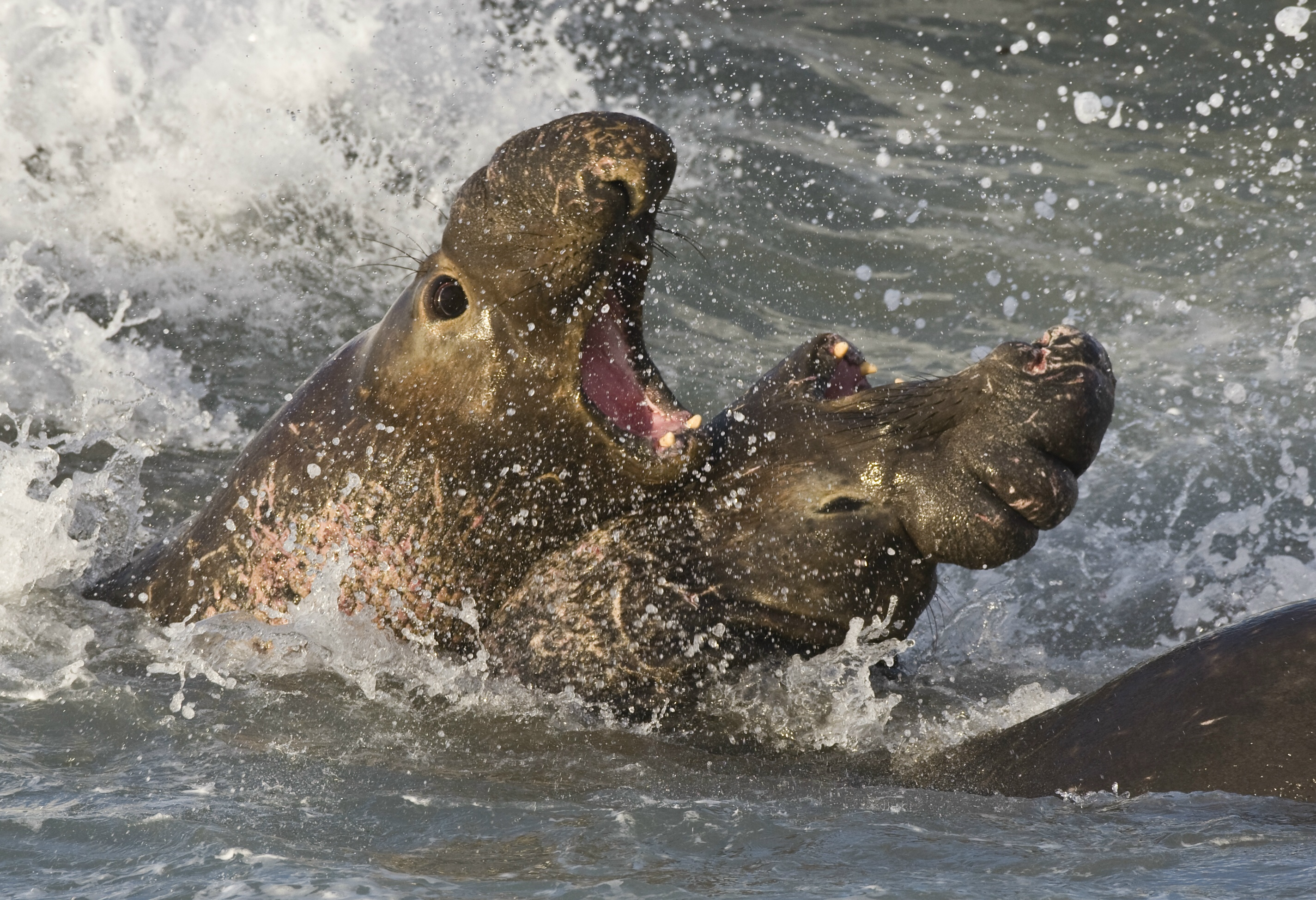
북방 코끼리바다표범의 성내 경쟁

성선택 이론은 동물들의 배우자 선택 과정에서 실질적으로 확인할 수 있다. 배우자 선택은 배우자를 어떠한 기준에 따라 적극적으로 고르는 것을 말한다. 보통은 암컷에 의한 수컷의 선택으로 이루어진다. 배우자 선택은 선택하는 종에 따라 좋은 번식조건이나 풍부한 먹이자원 등의 이익을 얻는 경우도 있고, 직접적인 이익은 아무것도 얻을 수 없는 경우도 있다.
배우자선택은 성내선택과 성간선택이라는 두 가지 메커니즘으로 구성된다.

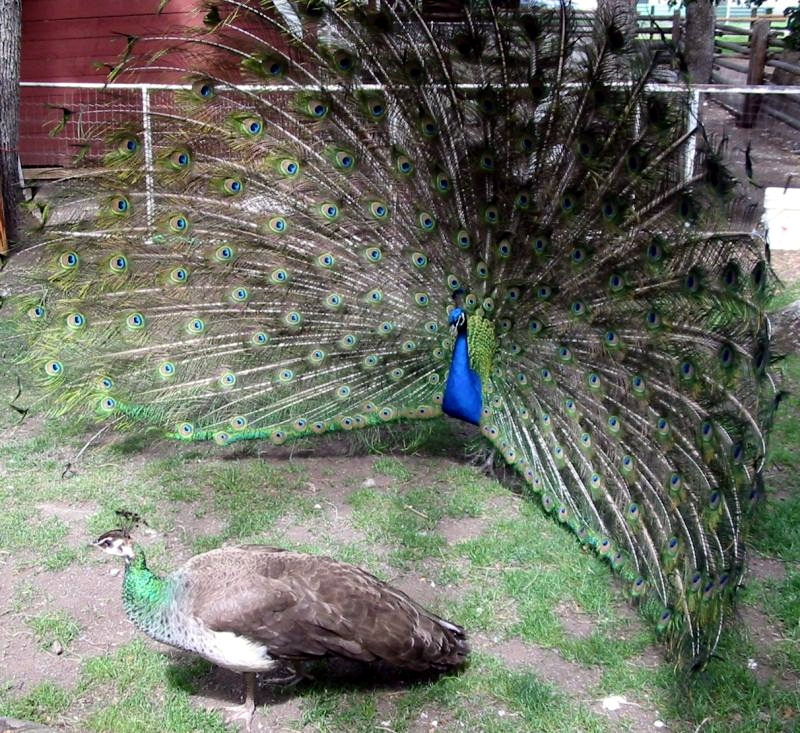
암컷 공작에게 구애하는 수컷 공작

성내선택은 동성 내 선택이라고도 하는데, 배우자의 획득을 둘러싸고 동성개체가 서로 싸우는 성내선택, 즉 수컷 간 투쟁 또는 암컷 간 투쟁을 말한다. 이러한 성내선택 경쟁은 암컷들 사이에서도 일어나지만 대개 수컷들의 경우 종종 드러내놓고 경쟁한다. 직접적으로 힘을 겨루는 북방 코끼리바다표범 수컷간의 싸움은 성내선택 경쟁의 한 예이다. 북방 코끼리바다표범 수컷들은 번식기에 이 투쟁을 일으키는데, 2마리가 마주 향하여 울부짖은 후 그 소리에 의하여 우열이 결정된다. 이 경쟁 끝에 승리한 한 마리의 수컷은 서식지에 있는 20~60마리의 암컷을 차지하여 하렘을 형성할 수 있게 된다. 즉, 북방 코끼리바다표범은 성내 경쟁을 통해 ‘좋은 번식조건’이라는 직접적인 이득을 얻게 되는 것이다. 수컷들은 이와 같은 직접적인 대면경쟁 외에도 아프리카 꿀잡이새가 훌륭한 벌통을 선점하여 보호하며 꿀을 좋아하는 암컷들이 찾아오길 기다리는 것과 같이 자원을 선점하려는 쟁탈경쟁에도 종종 매달리기도 한다.
성선택의 또 다른 메커니즘으로는 성간선택이 있다. 이 성간선택은 이성 간의 선택으로, 한쪽 성이 자신의 짝을 선택하는 경우이다. 보통 암컷이 수컷을 선택하는 성간선택이 일어나기 때문에 암컷선택이라고 하기도 한다. 성간선택에는 몇 가지 유명한 예들이 있는데 그 중 하나가 수컷 공작새의 꽁지깃이다. 수컷 공작새는 몹시 화려한 꽁지깃을 갖고 있는데 이 꽁지깃은 비록 개체 자체의 생존에는 도움이 되지 않으나 암컷의 눈낄을 끄는데에 유용하여 성간선택에서 유리한 입지를 차지 할 수 있게 해주는 중요한 요인이 된다. 생존에 불리할 정도로 유별나게 큰 아이리시 엘크의 뿔이나 퀘찰의 긴 꼬리, 사슴벌레의 화려한 뿔 역시 성간선택의 또 다른 예들이다.

### 성적이형성 발현에 대한 가설
- 복권이론
무성생식을 통해 태어난 자식들은 부모와 똑같은 유전자를 공유하는 클론이라고 할 수 있다. 이러한 개체들은 급작스런 환경이 변화할 경우 종의 전멸로까지 이어질 수 있기 때문에 자신과 완벽하게 유전자를 공유하는 자식을 낳는것은 매우 위험한 도박이다.

- 뒤엉킨 강둑 이론
이 가설은 성이 자식들을 복잡한 세계에 준비시키려고 진화했다는 이론이다. 로버트 트리버스와 그의 동료 조지 크리스토퍼 윌리엄스에 의해 제기된 이 이론은 다윈의 종의 기원에 마지막 단락에서 유래되었다. 트리버스와 윌리엄스는 모든 동물이 생명의 강둑에 자기 보금자리를 갖는다는 것이 진화의 신비라면, 가장 많은 보금자리를 확보한 생명체가 성공을 거두게 될 것이라고 생각했다. 따라서 다양한 자손을 남기는 분화가 진화과정에 있어 프리미엄을 누리게 된다. 유성생식이 변화한 환경조건에 더 잘 반응하고 새로운 환경공간을 확보하는 데 있어 단지 클론에 불과한 무성생식의 후손들에 비해 이점을 누리기 때문이다.

- 붉은 여왕 가설

루이스 캐럴이 쓴 소설 <거울 나라의 앨리스>에서 유래한 명칭으로, 소설에서 붉은 여왕은 앨리스의 질문에 매우 철학적으로 이렇게 대답한다.
“이 나라에서는 같은 장소에 머물러 있으려면 있는 힘껏 달려야 해!”
이론을 제기한 윌리엄 해밀턴과 레이 반 베일런(en:Leigh Van Valen) 은 생명체도 이와 똑같은 처지라고 생각했다. 생명체, 그중에서도 특히 수명이 긴 생명체의 가장 큰 문제 중 하나는 기생충인데, 기생중은 매우 빠른 속도로 번식하며 주변의 많은 세대의 개체들을 감염시킨다. 이때 개체들이 비슷할수록 속도는 더 빠르게 확산되며 감염의 위험성도 높아진다. 따라서 무성생식을 하는 생명체들은 기생충에 매우 취약할 수밖에 없다. 그러나 유성생식을 하는 생명체의 경우, 모든 자손이 서로 다르기 때문에 기생충이 적응하는 데에 시간이 걸리게 된다. 그 동안 숙주인 생명체는 다시 유성생식을 하여 자신의 적인 기생충의 생활 토대를 어렵게 한다. 군비경쟁은 이렇듯 두 개체 간 생존을 위한 끊임없는 변화를 일컫는다. 즉 종족 보존은 변화의 가능성에 달려 있다는 것이고 이는 유성생식을 통해 실현된다.
- DNA 복구 이론
DNA는 최소한 두 가지 방식으로 손상 될 수 있다. 하나는 유전적 코드를 변형 시킬 수 있는 방사능이나 돌연변이 유발물질에 의한 변이이다. 둘째는 복제 과정 자체에서 발생할 수 있는 변이이다. 카트라이트에 의하면 대부분의 변이는 해롭다. 이렇듯 변이가 발생할 경우, 무성생식을 하는 개체와 유성생식을 하는 개체의 양상은 사뭇 다르다.
무성생식의 경우 정의상 한 세대 내에서 발생한 변이는 자동적으로 다음 세대에 유전될 것이다. 매트 리들리가 그의 책 ‘붉은 여왕’에서 비유한 것과 같이 원본을 복사한 후 복사본을 복사하고 그의 복사본을 또 복사하는 식으로 계속하다 보면 복사본의 질은 점진적으로 감소하기 마련이다. 무성생식을 하는 개체들은 그들이 변이를 누적하게 됨에 따라 결국에는 진화에 도움이 되는 생식을 할 수 없는 지경에 이르는 상황에 봉착하게 된다. (‘뮬러의 래칫’ 가설로 알려져 있음; 무성 생식하는 종의 개체군에 유해한 돌연변이가 누적됨으로써 적응능력이 가장 큰 개체들의 숫자가 점점 줄어들어서 멸종해 가는 과정을 말함) 하지만 유성 생식은 개체들에게 두 개체의 유전자를 섞은 자식을 만들 수 있게 하며 따라서 이러한 하향 래칫 을 제거하는 데에 도움을 준다. 왜냐하면 변이가 다음 세대로 여전히 전달될지라도 그 변이가 자손에게 나타나기 위해서는 부모 모두에게 그 유전자가 나타나야하기 때문이다.

### 성내선택과 성간선택에 대한 논쟁
이 성선택의 두 가지 메커니즘에 대해 다윈은 ‘암컷은 선택하고 수컷은 선택받는다.'라는 말을 들어 ‘암컷의 선택’ 즉 성간선택 쪽에 무게를 두었으나 그 이후의 학자들은 아이리시의 커다란 뿔과 같은 수컷들의 변이에 대해서 '1인자가 되기 위한 수컷들끼리의 경쟁' 즉 성내선택의 결과라고 생각하였다. 그러나 그 이후 숫공작의 화려한 꽁지깃이나 수컷 가시고기의 혼인색과 같이 성내선택과는 무관한 변이의 사례들이 등장하며 변이의 원인에 대한 논쟁이 시작되었다. 최근에는 맨 처음 다윈의 해석처럼 수컷들의 특이한 변이가 성간선택의 결과라는 견해가 우세하다.

## 인간에 적용
다윈이 성선택 이론을 도입하기 전에 진화론, 즉 자연 선택에서 필연적으로 제기되는 의문들은 '인간 존재의 탄생'과 관련된 것이었다.
다윈은 첫 번째로 큰 뇌와 복잡한 마음이 어떻게 진화사의 종반부에서 극소수의 종에서만 생겨났는가에 대해 의문을 가졌다. 지구상에서 대부분의 동물들이 침팬지보다 작은 뇌를 지녔지만 그들의 생존에는 문제가 없는 것으로 보아 진화는 큰 뇌와 월등한 지능을 지향하는 쪽이 아니라 오히려 큰 뇌를 거부하는 쪽으로 진행된 것처럼 여겨지기 때문이다.
두 번째 의문은 인간의 진화에 있어서도 뇌가 팽창한 시점과 인간이 폭발적인 능력을 갖추게 된 시점까지 매우 오랜 시간의 간극이 있었다는 점이었다. 단적인 예로 뇌의 용량은 250만 년 전에서 10만 년 전 사이에 세 배나 커졌는데, 우리 조상들은 이 기간 동안 줄곧 똑같은 종류의 주먹도끼를 사용한 것이다.
세 번째 의문은 유머, 음악, 언어, 자의식 등 현대인들의 자질이자 능력으로 볼 수 있는 독특한 특성들이 생존에서 어떤 보상을 주는 것일까에 대한 것이었다.
다윈은 단순히 기존의 적자생존의 관점으로는 이 의문들을 확인하기 어렵다고 판단하고 '성선택이론'이라는 새로운 개념을 도입했다. 다윈은 기회주의적이고 공평한 진화가 왜 유독 인간에게만 지적 능력을 부여하였는지 의문을 가졌다. 다윈은 자신이 제시한 진화론의 ‘자연선택론’을 보완하는 한 방안으로 ‘성선택이론’을 제시했다. 즉 짝 고르기를 통한 성선택은 변덕스럽고 예측 불가능하며 다각적인 과정이기 때문에, 수렴 진화가 아니라 발산 진화의 길로 나아간 것이라고 본 것이다.
이 가설을 확대하면 인간 마음의 가장 특별한 능력들이 애초에 구애 장식으로 생겼지만, 뇌의 크기가 세 배나 커지는 동안에 생존 이익은 별로 없었다는 모순적인 측면도 규명할 수 있다. 당시에 뇌가 주는 이익은 주로 번식 이익이었다는 얘기가 된다.

## 이론의 분화

### 진화심리학
진화심리학은 사회과학과 자연과학 기억, 인지 그리고 언어의 특성에 대한 현대 진화학적 접근이다. 진화심리학의 기본 전제는 인간의 신체가 오랜 유목시대에 진화하였기 때문에 그 신체뿐만 아니라 행동도 현대사회가 아닌 유목사회에 적합하다는 것이다. 신체의 경우 식량이 희소하던 시절 발견한 식량을 섭취하여 생존을 영위하려는 본능이 잔류하여 상대적으로 식량이 매우 풍부해진 현대사회에서 과식을 유발한다. 행동의 경우 인간의 심리는 500명 이하의 사회에 가장 적합하게 되어 있기 때문에 그 이상의 그리고 특히, 국제적ㆍ타문화 교류의 사회에서 생활하게 된 다음부터 여러 가지 문제가 발생하기 시작하였다. 단, 이러한 문제는 유전자에 의한 행동이기 때문에 피할 수 없다는 것이 아니라 그러한 경향을 가지고 있다는 것만을 제시하고 있다.

## 비판 및 한계
생물학자 조안 러프가든에 따르면 자연은 다윈이 전제한 것과 같이 경쟁이 난무하는 정글이라기보다는 개체가 다양한 성적 행동을 통해 우정이나 협력 등의 사회적 관계를 맺는 곳이다. 즉, 자연에서 개체들은 단순히 번식만을 위해 관계를 맺는 것이 아니며 이 사회적 관계에는 성적 다양성이 중요한 역할을 한다.
자연선택과 성선택 이론에 의해, 한 종 내에 여러 젠더가 존재한다면 번식능력이 열등한 젠더는 진화과정에서 없어져야한다. 그 자체로는 번식할 수 없는 동성애 또한 존재할 필요가 없다. 남과 여, 또는 암과 수의 이분법적 모형을 넘어선 다양한 젠더와 섹슈얼리티는 성선택 이론의 한계를 드러낸다. 다음의 4가지 사실들은 성선택 이론의 한계를 구체적으로 보여준다.

### <번식이 아닌 사회적 관계>

#### 암컷의 선택 기준
암컷이 성선택 이론에 따라 수컷에게 있다고 짐작되는 훌륭한 유전자를 얻으려 한다는 이유만으로 짝을 고르는 일은 거의 없다. 서열이 낮은 수컷의 새끼들이라고 해도 능력 면에서는 서열이 높은 수컷의 새끼들과 그리 다르지는 않다.

#### 짝짓기의 주목적
성선택 이론에서 번식 경쟁을 하는 개체들에게 있어 짝짓기는 주로 정자 전달, 즉 번식을 위한 것이어야 한다. 그러나 실제로 일어나는 짝짓기의 양은 수태만을 위해 필요한 양보다 100~1,000배 더 많다. 이로 미루어 볼 때, 이성애든 동성애든 짝짓기는 단순히 번식만을 위한 것이 아님을 알 수 있다.

### <젠더와섹슈얼리티의 문제>

#### 이분법적 몸과 젠더 표현
생식세포의 이형성이 이분법적인 몸과 젠더를 의미하는 것은 아니다. 다윈은 동시적 자웅동체인 따개비를 연구하는 등 많은 동물들이 단순한 성 이분법을 따르지 않는다는 사실을 알고 있었다. 그러나 그는 이러한 종들은 제쳐두고 "대체로 성이 구별되어 있는 거의 모든 동물들"은 암컷과 수컷의 보편적인 틀을 따른다는 주장을 하였다.
또한 형태적 특징, 행동역할, 그리고 성이 표현된 몸의 생활사에 따라 젠더는 두 가지 이상이 존재할 수 있다. 실제로도 세 가지 수컷 젠더, 두 가지 암컷 젠더를 가진 사회를 적지 않게 찾아볼 수 있다. 하지만 성선택 이론에서는 젠더가 두 가지인 경우만을 다루고 있다.

#### 동성 섹슈얼리티
성선택 이론에서 동성애의 존재는 일탈 행동 또는 속임수로 치부하여 설명할 수밖에 없다. 척추동물의 동성 섹슈얼리티에 관한 광범위한 기록을 통해 볼 때 동성애의 존재는 부정할 수 없으며, 동성 섹슈얼리티는 이성에게 호소하는 형질을 설명하는 성선택 이론에 모순된다.

## 참고 문헌
- 리하르트 다비트 프레히드, ;박규호 역, <<사랑, 그 혼란스러운>>, 21세기 북스, 2009[쪽 번호 필요]
- 매트 리들리, ;김윤택 역, <<붉은 여왕>>, 김영사, 2006[쪽 번호 필요]
- 조안 러프가든, ;노태복 역, <<진화의 무지개>>, 뿌리와이파리, 2010[쪽 번호 필요]
- 찰스 다윈, ;이종호 역, <<인간의 유래와 성선택>>, 지식을만드는지식, 2012[쪽 번호 필요]

## 같이 보기
- 성결정자
- 작동 성비